# Syrah
Pour les articles homonymes, voir Shiraz.
Pour l’article ayant un titre homophone, voir Sira.
La syrah est un cépage noir français caractéristique de la partie septentrionale des Côtes du Rhône et de la Vallée du Rhône. En 2015, c'est un des dix cépages les plus plantés au monde avec une superficie de 190000 hectares, il est présent dans 31 pays.

## Origine

### Histoire
Les provenances les plus diverses ont été données à ce cépage typiquement rhodanien, sur la base d'assonances avec la Syrie, Syracuse, ou encore Chiraz, même si Syros, une île grecque des Cyclades, productrice de raisins secs, dont le port et la ville principale est Hermopolis (ou Syra), est rarement mentionnée. De nombreuses hypothèses sur son origine ont été émises, devenant même des légendes : 
- les Romains auraient rapporté ce cépage de Syracuse ;
- Pline l'Ancien cite une vitis Syriaca, vigne de Syrie ;
- la ville iranienne de Chiraz, d'où la syrah aurait été rapportée par les croisés au XIe siècle ou au XIIe siècle.

Cependant, on ne trouve trace de la syrah dans aucune de ces régions, ni même un cépage lui ressemblant. André et Levadoux, en 1964 classent la syrah dans le groupe de cépage des sérines avec la mondeuse noire N, la mondeuse blanche B, le viognier, la marsanne et la roussanne.
Ceci a été confirmé en 1998 par des tests ADN, qui ont été menés pour connaître les parents de la syrah. C'est la fille du croisement de la mondeuse blanche B par le dureza N, un vieux cépage de l'Ardèche, aujourd'hui seulement présent en collection. Le croisement aurait eu lieu dans la partie septentrionale des Côtes du Rhône, probablement l'Isère où les deux parents étaient présents.
La linguistique semble confirmer l'origine indigène de la syrah, puisque le mot serine, qui désigne ce cépage à Ampuis (Rhône) (voir Famille des Sérines), est tiré du village de Serin dans la région lyonnaise (Französisches Etymologisches Wörterbuch, vol. XI, p. 514 : https://apps.atilf.fr/lecteurFEW/index.php/page/lire/e/233392).

### Aire de répartition
La syrah est prépondérante dans les côtes du Rhône septentrionales. C'est le seul cépage autorisé pour les vins rouges de l'appellation Cornas. Il peut être associé à la marsanne et à la roussanne dans les appellations Crozes-Hermitage, Hermitage et Saint-Joseph, et au viognier dans les vins rouges de l'appellation Côte Rôtie (selon le décret du 21 décembre 1966, « la proportion de Syrah doit constituer au moins 80 % du poids des raisins mis à la cuve pour produire le vin ayant droit à l'appellation contrôlée Côte Rôtie »).
En dehors de sa région de prédilection, ce cépage a été longtemps négligé, du fait de son faible rendement et de son manque de résistance à certaines maladies. Aujourd'hui, ce n'est plus le cas, et la syrah s'est étendue à l'ensemble de la vallée du Rhône (côtes du Rhône méridionales), puis à la Provence, au Languedoc-Roussillon et au sud-ouest, remplaçant notamment le carignan à la réputation injustement dégradée. Elle est passée de 1 600 ha en 1958 à plus de 37 000 en 1994 (dont plus de la moitié en Languedoc-Roussillon). En 2006, sa surface a atteint 67 592 ha.
On cultive aussi la syrah pour 2 000 ha en Italie, 5 450 ha en 1991 en Australie (41 115 ha en 2005), 750 ha en 1992 en Afrique du Sud, 680 ha en Argentine, au Mexique, en Californie, en Suisse ainsi qu'en Nouvelle-Zélande.
En 1831, l'Écossais James Busby, souvent appelé « le père de la viticulture australienne », revint en Europe pour recueillir des boutures de vignes, principalement en France et en Espagne afin d'améliorer le vignoble australien. Une des variétés collectées était la syrah, bien que Busby ait utilisé deux orthographes fantaisistes : Scyras et Ciras. Les boutures furent plantées dans les Jardins botaniques royaux de Sydney et dans la vallée Hunter, puis, en 1839, introduite en Australie-Méridionale. Depuis les années 1860, la syrah est devenue une des variétés les plus importantes en Australie, et plus particulièrement dans les régions de la Barossa Valley, Hunter Valley et McLaren Vale.

### Synonymes

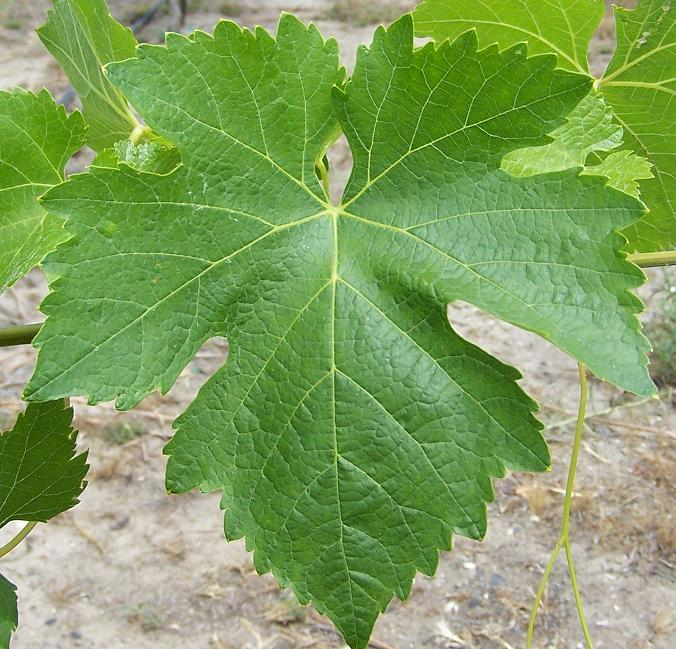
Feuille de syrah.
Tous ses synonymes ont une feuille identique.

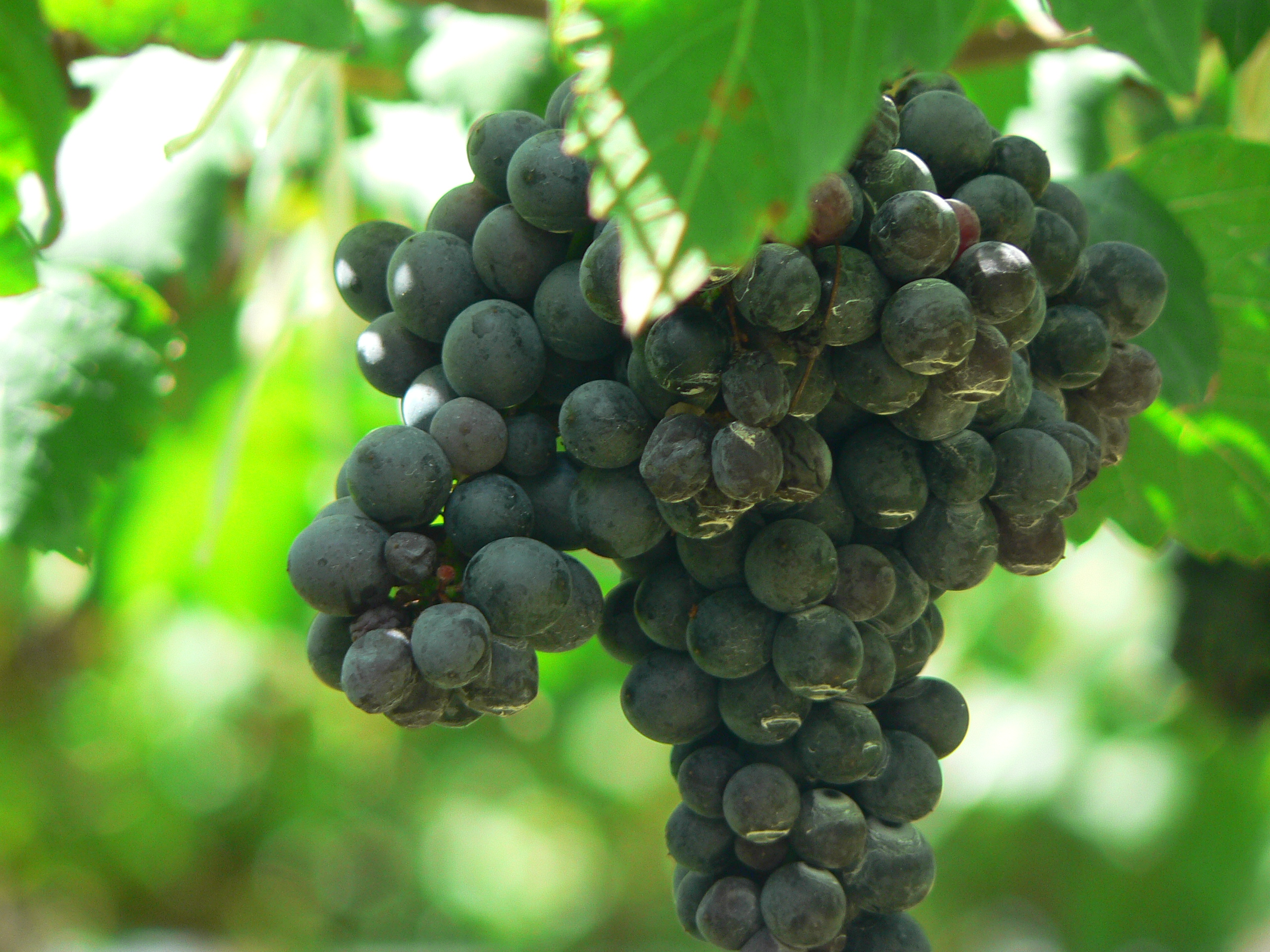
Grappe de syrah.

La syrah est aussi connue sous les noms suivants :
- Antournerein
- Antournerein noir
- Anzher Muskatnyi
- Biaune
- Blauer Syrah
- Bragiola
- Candive
- Candive noir
- Costigliola
- Costiola
- Damas noir du Puy-de-Dôme
- Damaszener blau
- Di Santi
- Entourneirein
- Entournerein
- Entournerin
- Ermitage
- Fresa grossa
- Hermitage
- Hignin noir
- Marsanne noire
- Marzane noire
- Neiret di Saluzzo
- Neiretta Cuneese
- Neiretta del Cuneese-Fassanese
- Neiretta del Monregalese
- Neiretta del rosso
- Neiretta dell'Albese
- Neiretta di Saluzzo
- Neiretto del Cuneese
- Neiretto di Bene
- Neiretto di Carrú
- Neiretto di Costigliole
- Neiretto di Farigliano
- Neiretto di Saluzzo
- Nereta piccola di monte Galese
- Neretta Cuneese
- Neretta del Cuneese-Fassanese
- Neretta del Monregalese
- Neretta di Costigliole
- Neretta di Saluzzo
- Neretta piccola
- Neretta piccola di Dogliani
- Neretto del Beinale
- Neretto di Dogliani
- Neretto di Saluzzo
- Petite Sirah
- Petite Sirrah
- Petite Syrah
- Petite Syras
- Plan de la Biaune
- Plant de Biaune
- Plant de la Bianne
- Plant de la Biaune
- Schiras
- Schiraz
- Seraene
- Sereine
- Serene
- Serenne
- Serine
- Serine noir
- Serinne
- Sevene
- Shiras
- Shiraz
- Shyrac
- Sirac
- Sirah
- Sirah marsanne noir
- Syra
- Syrac
- Syrac de l'Ermitage

Dans les pays anglo-saxons il est parfois fait mention de la petite syrah qui n'est autre que le durif.
En Suisse et en Australie, la syrah est appelée hermitage alors qu'en Afrique du Sud, ce nom désigne le cinsault.

### Variabilité génétique

#### Clones
Une première collection de plus de 600 clones de syrah a été implantée en 1995 dans la Drôme. Une autre a été créée en 2002 dans le Rhône ; elle regroupe une cinquantaine de clones.
Seize clones ont été agréés, après une sélection dans les vieilles vignes de Tain-l'Hermitage et la culture en parcelle expérimentale.
| Clone | Provenance      | Agrément | Productivité | TAVP1         | Remarque                                 |
| ----- | --------------- | -------- | ------------ | ------------- | ---------------------------------------- |
| 73    | Drôme           | 1971     | irrégulière  | faible        | vins parfois peu typés du cépage         |
| 99    | Drôme           | 1971     | moyenne      | faible        | vins typés manquant parfois de structure |
| 100   | Drôme           | 1971     | forte        | faible        | vins typés manquant parfois de structure |
| 174   | Drôme           | 1972     | forte        | moyen         | vins typés du cépage                     |
| 300   | Drôme           | 1973     | moyenne      | moyen         | vins typés du cépage                     |
| 301   | Drôme           | 1973     | moyenne      | moyen         |                                          |
| 381   | Drôme           | 1975     | forte        | moyenne       |                                          |
| 382   | Drôme           | 1975     | forte        | faible        |                                          |
| 383   | Drôme           | 1975     | faible       | moyen         |                                          |
| 470   | Tarn-et-Garonne | 1976     | très faible  | fort          |                                          |
| 471   | Drôme           | 1976     | faible       | moyen à fort  | 122                                      |
| 524   | Drôme           | 1976     | forte        | moyen         |                                          |
| 525   | Drôme           | 1976     | moyenne      | moyen ou fort | vins équilibrés, bien structurés         |

1 Taux d'alcool volumique potentiel.

#### Métis
Le durif est un croisement spontané de la syrah N et du peloursin. N. M. Durif l'a diffusé au XIXe siècle, mais il est aujourd'hui disparu dans le vignoble français.

## Caractères ampélographiques
Caractères ampélographiques :
- Jeune rameau cotonneux.
- Jeunes feuilles vertes.

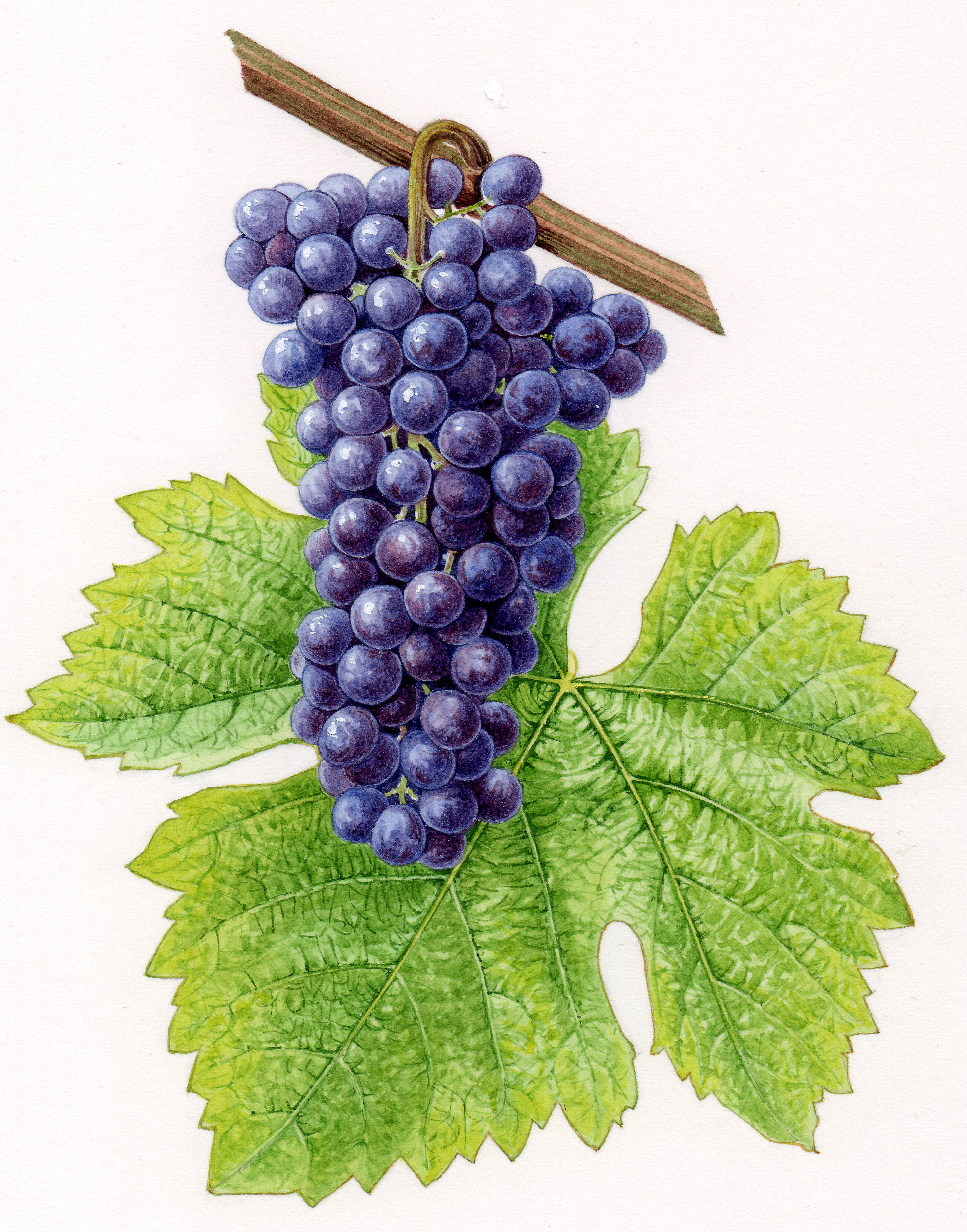
Grappe et feuille de syrah.

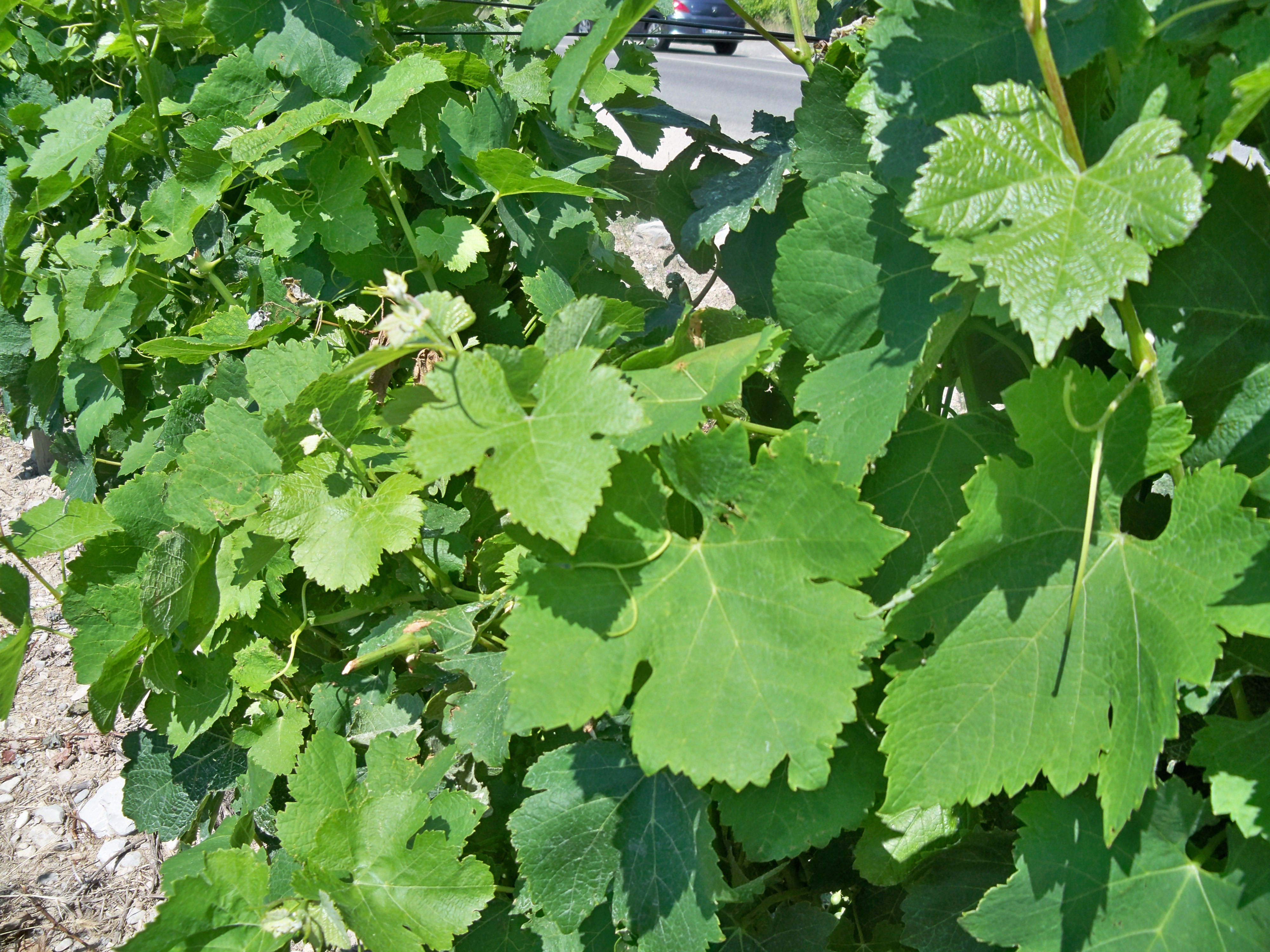
Feuillage vert tendre de syrah.

- Rameau côtelé, avec entre-nœuds longs et verts.
- Feuilles adultes à 5 lobes, sinus pétiolaire ouvert, sinus latéraux inférieurs ouverts, dents courtes à moyennes et ogivales, un limbe gaufré.
- Grappes petites à moyennes et baies petites et elliptiques.

## Aptitudes

### Culturales
La syrah émet de longs rameaux fragiles au vent au printemps, nécessitant un palissage soigné. Une taille courte suffit. Elle chlorose facilement et demande un porte-greffe adapté. La maturité est rapide, demandant une surveillance pour déterminer le moment optimal de la récolte.

### Sensibilité
Elle craint les acariens et la pourriture grise à maturité.

#### Dépérissement de la syrah
Depuis le milieu des années 1990, la syrah est victime d'un dépérissement dont les causes sont inconnues. Les boursouflures au niveau du point de greffe laissent à penser que le greffage peut être en cause.
Des recherches sont en cours pour étudier la progression de la maladie dans une parcelle, portant sur le mode de transmission (essai d'inoculation sur des souches tests), sur la formation du cal de soudure de la greffe, sur les agents pathogènes ainsi que sur les facteurs pouvant limiter ou favoriser le dépérissement de la syrah.
Incompatibilité avec le porte greffe Richter 110 (très présent en Côte de Provence).

### Technologiques
Elle donne des vins colorés, très aromatiques, complexes, bien alcoolisés, très fins, charpentés, mais peu acides (pH plus élevés en sols schisteux). En terrain favorable, les vins sont aptes à la garde ; ailleurs, ils donnent des vins fruités et faciles à boire, raison de son succès en vin de cépage. Les rosés sont brillants, aromatiques, fins et très fruités.

### Arômes
La syrah est connue pour ses senteurs fruitées (fruits rouges et noirs : framboise, groseille, myrtille, mûre) ou florales (violette, réséda), épicées (truffe, poivre, réglisse, menthol).

### Vinification
Ce cépage fournit un vin de couleur profonde et à l’intéressante structure tannique. Son nez de violette caractéristique se transforme avec le vieillissement vers des notes plus complexes où se mêlent le musc, la truffe, le cuir, le moka et des pointes épicées. Cet ensemble aromatique d’une grande richesse est quelquefois occulté par des intempestifs passages en barriques neuves, pour retrouver la mode du « goût international » où prime l’arôme exogène de la vanille, produit direct du brûlage des douelles du tonneau.

### Santé
La syrah est l'un des cépages dont les vins sont les plus riches en resvératrol, molécule dont plusieurs essais cliniques ont montré les effets cardio-protecteurs, antioxydants et anti-cancérigènes.